# Соляний промисел Онслоу
Соляний промисел Онслоу – виробничий майданчик на північному заході Австралії. 
Початок облаштування промислу припав на кінець 1990-х років, а в 2001-му звідси відвантажили першу партію продукції. Джерелом солі є морська вода, яку за допомогою насосів закачують до системи ставків випаровування загальною площею 77 км2, створених шляхом обваловування природньої рівнини. Під час руху води по системі її солоність зростає, після чого ропа відправляється до ставків кристалізації загальною площею 10 км2. 
Зібрана та підготована товарна сіль відвантажується через власний причал, сполучений з суходолом естакадою завдовжки 1,2 кілометра. Глибина біля причалу становить 13 метрів, що дозволяє прйимати судна дедвейтом 55 тисяч тонн. 
Річна потужність промислу становить 2,7 млн тонн на рік.
Проект реалізувала компанія Onslow Salt, яку вже у 2006-му викупив японський концерн Mitsui (також володіє в Австралії розташованим за п’ять сотень кілометрів південніше соляним промислом Шарк-Бей).